# Fate (Teksas)
Fate je grad u američkoj saveznoj državi Teksas. Prema popisu stanovništva iz 2010. u njemu je živjelo 6.357 stanovnika.